# Lista de episódios de Jane by Design

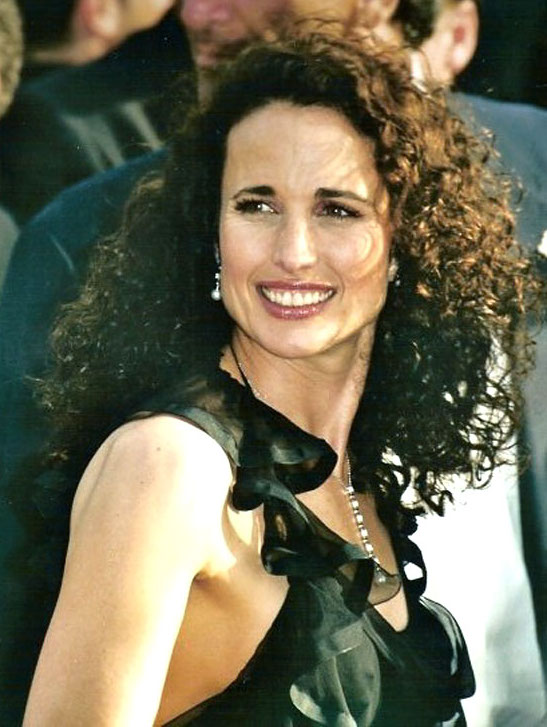
Andie MacDowell interpreta Gray na série

Segue abaixo lista de episódios da série de televisão americana, Jane By Design. A séria criado por April Blair estreou em 3 de Janeiro de 2012 na ABC Family e relata a vida de Jane Quimby (Erica Dasher) uma adolescente apaixonada por moda que consegue um emprego em uma casa do ramo, onde por engano foi confundida como uma adulta. Agora ela precisa manter as aparências, alimentar seu amor pela moda e ainda terminar o segundo grau.
A primeira temporada foi ao ar 3 de Janeiro de 2012 após Switched at Birth. Inicialmente a temporada tinha 10 episódios mas foram aumentados para 18 episódios.

## Temporadas
| Temporada | Temporada | Episodios | Data de Exibição     | Data de Exibição    | Laçamento em DVD               | Laçamento em DVD |
| Temporada | Temporada | Episodios | Estreia da Temporada | Final de Temporada  | Laçamento em DVD               | Laçamento em DVD |
| --------- | --------- | --------- | -------------------- | ------------------- | ------------------------------ | ---------------- |
|           | 1         | 18        | 3 de Janeiro de 2012 | 24 de Julho de 2012 | 20 de Março de 2012 (Volume 1) |                  |

## Episódios

### Primeira Temporada (2012)
| Nº | Título                                     | Diretor(es)      | Escritor(es)                  | Exibição original                            | Audiência (em milhões) |
| --- | ------------------------------------------ | ---------------- | ----------------------------- | -------------------------------------------- | ---------------------- |
| 1 | "Pilot" Piloto"                            | Lev L. Spiro     | April Blair                   | 3 de Janeiro de 2012 3 de julho de 2013      | 1.61                   |
| Jane Quimby, uma garota de 16 anos de idade, acaba conseguindo um emprego na Donovan Decker, quando ela é confundida com uma adulta, e logo se vê fazendo malabarismos entre sua vida como uma adolescente normal na escola e como assistente de uma executiva de muito poder no mundo cruel da moda... tudo enquanto tenta manter sua verdadeira identidade em segredo. |                                            |                  |                               |                                              |                        |
| 2 | "The Runway" A Pista"                      | Michael Lange    | April Blair                   | 10 de Janeiro de 2012 10 de julho de 2013    | 1.12                   |
| Dois eventos importantes em uma noite deixam Jane em uma situação complicada. Gray está contando com ela para organizar a Festa de Preview da Primavera, mas sua grande paixão, Nick Fadden a chamou para o baile de Inverno na mesma noite. |                                            |                  |                               |                                              |                        |
| 3 | "The Birkin" A Bolsa"                      | Michael Katleman | Amy Rardin & Jessica O'Toole  | 17 de Janeiro de 2012 17 de julho de 2013    | 1.33                   |
| Jane está fazendo um belo trabalho na Donovan Decker, e Gray a recompensa por seu trabalho duro com uma linda Birkin. India está em uma missão para provar a todos que Jane é incompetente. Enquanto isso, Jane e Lulu se veem em competição na escola. |                                            |                  |                               |                                              |                        |
| 4 | "The Finger Bowl" The Finger Bowl"         | Arlene Sanford   | John A. Norris                | 24 de Janeiro de 2012 24 de julho de 2013    | 1.48                   |
| Jane se sente traída quando Billy e Lulu contam sobre seu relacionamento. Além disso, Jane e Jeremy se preparam para apresentar a nova linha de moda para uma editora de revista de moda. |                                            |                  |                               |                                              |                        |
| 5 | "The Lookbook" O Livro de Looks"           | Gavin Polone     | Flint Wainess                 | 31 de Janeiro de 2012 31 de julho de 2013    | 1.35                   |
| Gray atribui a Jane a tarefa cuidar do Lookbook da Donovan Decker e levá-lo até Paris. Jane está animada, até que as coisas parecem dar errado. Enquanto isso, o irmão criminoso de Billy, Tommy, quer sua ajuda para um novo esquema. |                                            |                  |                               |                                              |                        |
| 6 | "The Image Issue" A Questão da Imagem"     | Melanie Mayron   | Deirdre Shaw                  | 7 de Fevereiro de 2012 7 de agosto de 2013   | 1.12                   |
| Os colegas de classe de Jane são uma alternativa encontrada por ela quando Jane é designada por Gray a descobrir o que os jovens estão procurando no mundo da moda; Billy muda sua aparência em uma tentativa de ganhar mais respeito. Além disso, uma surpresa de Índia ao aparecer na escola de Jane pode por o segredo da garota em risco. |                                            |                  |                               |                                              |                        |
| 7 | "The Teen Model" A Modelo Adolescente"     | Phil Traill      | Melissa Carter                | 14 de Fevereiro de 2012 14 de agosto de 2013 | 1.11                   |
| Piper Grace (Lili Simmons) é escolhida como a face da nova coleção da Donovan Decker. Cabe a Jane controlar o comportamento da jovem modelo até a sessão de fotos para que tudo saia bem. Mas o que parece uma simples tarefa se torna um pesadelo para Jane quando Piper descobre o grande segredo da assistente de Gray. |                                            |                  |                               |                                              |                        |
| 8 | "The Wedding Gown" O Vestido de Casamento" | Michael Grossman | Emily Fox                     | 21 de Fevereiro de 2012 21 de agosto de 2013 | 1.34                   |
| Os estilistas no Donovan Decker estão sob pressão para produzir o vestido de noiva perfeito para socialite Charlotte Whitmore, após ela rejeitar o vestido original. Com todos trabalhando a noite toda e o trabalho de Jeremy na nova linha, as tensões estão altas no escritório. Mais uma vez, India tenta passar por cima de Jane para se dar bem. |                                            |                  |                               |                                              |                        |
| 9 | "The Getaway" A Fuga"                      | Howard Deutch    | John A. Norris                | 28 de Fevereiro de 2012 28 de agosto de 2013 | 0.96                   |
| Jane está ansiosa para o acampamento da escola, vendo-o como uma maneira de finalmente conseguir algum tempo com Nick. Mas agora, com Ben acompanhando-os como responsável, seu fim de semana pode ser um pouco menos perfeito. Por fim, seus planos vão por agua abaixo quando as India solicita que Jane vá com ela a Los Angeles, para ajudar a escolher o local da nova loja de Donovan Decker. |                                            |                  |                               |                                              |                        |
| 10 | "The End of The Line" Fim de Linha"        | Phil Traill      | April Blair & Paul Haapaniemi | 6 de Março de 2012 4 de setembro de 2013     | 1.20                   |
| Agora que Ben sabe sobre o segredo de Jane, seu emprego dos sonhos pode estar chegando ao fim, bem na semana do Fashion Week. No entanto, com o Fashion Week chegando, Gray e toda a equipe da Donovan Decker contam com a presença de Jane mais do que nunca. |                                            |                  |                               |                                              |                        |
| 11 | "The Replacement" O Substituto"            | ASA              | ASA                           | 5 de Junho de 2012 11 de setembro de 2013    | 1.36                   |
| Jane está lutando para manter o equilíbrio entre sua vida pessoal e a profissional. Com Billy retornando do reformatório, Jane está nervosa sobre como as coisas ficaram e o que isso significa agora para os dois melhores amigos. Mas, ela não tem muito tempo para pensar sobre isso, porque agora como Índia não está mais na Donovan Decker, Gray está contando com o apoio de Jane mais do que nunca. Jane começa a se perguntar se ela pode ter uma chance no trabalho, com um pouco de incentivo de Jeremy, mas alguma dura competição pode estar em seu caminho. O designer de interiores Martyn Lawrence-Bullard para pelos escritórios da Donavan Decker para enfeitar o escritório Gray. Enquanto isso, Ben tenta o seu melhor para manter segredo seguro Jane ainda isso que esteja afetando sua nova relação com a Rita. |                                            |                  |                               |                                              |                        |
| 12 | "The Celebrity" A Celebridade"             | ASA              | ASA                           | 12 de Junho de 2012 18 de setembo de 2013    | 1.08                   |
| Fora de detenção juvenil, Billy se encontra interessado em uma garota nova na escola. Índia está trabalhando para a Bloomingdale's agora, e ela está em concorrência com Donovan Decker. A estrela de cinema chega ao Donovan Decker, ele faz amizade com Jane. Um fotógrafo tira uma foto dos dois juntos. |                                            |                  |                               |                                              |                        |